# Sven Ludvig Lovén
Sven Ludvig Lovén (6 de enero de 1809 – 3 de septiembre de 1895) fue un zoólogo y biólogo marino y malacólogo sueco.
Varias ubicaciones geográficas en Svalbard honran su epónimo. Incluyen el cabo Lovén en Nordaustlandet, la montaña Lovénberget en Ny-Friesland en Spitsbergen, el lago Lovénvatnet en Oscar II Tierra, y los glaciares Lovénbreane en Brøggerhalvøya.

## Taxa
El Registro Mundial de Especies Marinas (WoRMS) lista 174 especies marinas nombradas por Lovén. Muchos de estos tienen hoy sinónimos. Dos especies nombró, Lovenella clausa (Lovenellidae) y el crustáceo Lovenula falcifera (hoy Paradiaptomus), fue un genera nombrado después de serlo por otros zoólogos.